# Mansa Mahmud III
Mansa Mahmud III, död 1559, var en afrikansk härskare. Han var mansa, monark, i Maliriket mellan 1496 och 1559.